# Bahnstrecke Saint-Julien–Gray
| Bahnhof Châtillon-sur-Seine mit symmetrischer Doppelweiche, 2016 |                      | | |
| Streckennummer (SNCF): | 838 000              | | |
| Streckenlänge: | 186 km               | | |
| Spurweite: | 1435 mm (Normalspur) | | |
| |                      | | |
| \| \| \| Bahnstrecke Paris–Mulhouse von Paris-Est \| \| \| \| \| Bahnstrecke Coolus–Sens n./ v. Sens \| \| \| \| \| Chantier de Troyes-Preize \| \| \| \| \| Bahnstrecke Coolus–Sens v./ n. Coolus \| \| \| \| 166,2 \| Troyes \| 113 m \| \| \| \| \| \| \| \| 169,7 \| Bahnstrecke Troyes–Brienne-le-Château und Bahnstrecke Paris–Mulhouse von Brienne-le-Château u. Paris \| Bahnstrecke Troyes–Brienne-le-Château und Bahnstrecke Paris–Mulhouse von Brienne-le-Château u. Paris \| \| \| \| \| \| \| \| 170,1 \| Saint-Julien-les-Villas \| 113 m \| \| \| \| Bahnstrecke Saint-Julien–Saint-Florentin-Vergigny n. St.-Fl.-V. \| \| \| \| 172,2 \| Hozain (15 m) \| Hozain (15 m) \| \| \| 175,0 \| Buchères-Verrières \| 117 m \| \| \| \| A 5 \| \| \| \| 177,2 \| Saint-Thibault (Aube) \| 119 m \| \| \| 180,5 \| Clérey \| 125 m \| \| \| 184,1 \| Saint-Parres-lès-Vaudes \| 131 m \| \| \| 188,3 \| Fouchères-Vaux \| 137 m \| \| \| 188,6 \| Seine (53 m) \| Seine (53 m) \| \| \| 191,2 \| Courtenot-Lenclos \| 142 m \| \| \| 193,5 \| Seine-Seitenkanal (10 m) \| Seine-Seitenkanal (10 m) \| \| \| 198,8 \| Bar-sur-Seine \| 152 m \| \| \| \| Ource (32 m) \| \| \| \| \| Bahnstrecke Riceys–Cunfin von Cunfin n. Les Riceys \| \| \| \| 203,8 \| Polisot \| 161 m \| \| \| 204,4 \| Entwidmungsbeginn \| Entwidmungsbeginn \| \| \| 204,8 \| Seine (47 m) \| Seine (47 m) \| \| \| 210,0 \| Gyé-sur-Seine \| 173 m \| \| \| 214,6 \| Seine (69 m) \| Seine (69 m) \| \| \| 216,3 \| Plaines \| 186 m \| \| \| \| Seine (44 m) \| \| \| \| 218,3 \| Mussy-sur-Seine \| 192 m \| \| \| ~219,6 \| Départementsgrenze Aube/Côte-d’Or \| Départementsgrenze Aube/Côte-d’Or \| \| \| 224,9 \| Pothières \| 202 m \| \| \| 228,4 \| Seine (26 m) \| Seine (26 m) \| \| \| \| Entwidmungsende \| \| \| \| 231,0 \| Bahnstrecke Nuits-sous-Ravières–Châtillon-sur-Seine v. Nuits \| Bahnstrecke Nuits-sous-Ravières–Châtillon-sur-Seine v. Nuits \| \| \| \| Werkstatt \| \| \| \| 231,2 \| Sainte-Colombe-sur-Seine \| 224 m \| \| \| 233,2 \| Châtillon-sur-Seine \| 224 m \| \| \| \| Gießerei \| \| \| \| 234,9 \| Bahnstrecke Chaumont–Châtillon-sur-Seine nach Chaumont \| Bahnstrecke Chaumont–Châtillon-sur-Seine nach Chaumont \| \| \| 242,2 \| Prusly-Villotte \| 259 m \| \| \| 244,1 \| Ource (14 m) \| Ource (14 m) \| \| \| 246,6 \| Vanvey-Villiers \| 248 m \| \| \| 251,2 \| Ource (20 m) \| Ource (20 m) \| \| \| 253,2 \| Digeanne (15 m) \| Digeanne (15 m) \| \| \| 253,7 \| Leuglay-Voulaines \| 268 m \| \| \| 258,3 \| Ource \| Ource \| \| \| 260,4 \| Recey-sur-Ource \| 271 m \| \| \| ~267,0 \| Départementsgrenze Côte-d’Or/Haute-Marne \| Départementsgrenze Côte-d’Or/Haute-Marne \| \| \| 267,4 \| Colmier-le-Bas \| 323 m \| \| \| 271,8 \| Villars-Santenoge \| 264 m \| \| \| 276,6 \| Poinson-lès-Grancey \| 403 m \| \| \| ~279,7 \| Bahnstrecke Poinson-Beneuvre–Langres von Langres \| Bahnstrecke Poinson-Beneuvre–Langres von Langres \| \| \| 280,2 \| Poinson-Beneuvre \| 429 m \| \| \| ~280,3 \| Départementsgrenze Haute-Marne/Côte-d’Or \| Départementsgrenze Haute-Marne/Côte-d’Or \| \| \| 283,1 \| Busserotte \| 395 m \| \| \| 285,9 \| Courlon \| 360 m \| \| \| 289,4 \| Pavillon-lès-Grancey \| 319 m \| \| \| 291,8 \| Cussey-les-Forges \| 307 m \| \| \| \| Tille \| \| \| \| 294,9 \| Marey-sur-Tille \| 297 m \| \| \| 299,9 \| Villey-Crécey \| 282 m \| \| \| \| Entwidmungsende \| \| \| \| \| Bahnstrecke Is-sur-Tille–Culmont-Chalindrey von Culmont-Ch. \| \| \| \| 305,7 \| Is-sur-Tille \| 273 m \| \| \| \| Bahnstrecke Dijon-Ville–Is-sur-Tille nach Dijon \| \| \| \| 310,0 \| Til-Châtel \| 274 m \| \| \| \| A 31 \| \| \| \| 313,6 \| Lux \| 254 m \| \| \| 314,0 \| Tille (50 m) \| Tille (50 m) \| \| \| 320,2 \| Bèze \| 237 m \| \| \| 323,7 \| Noiron-sur-Bèze \| 217 m \| \| \| ~328,1 \| Bèze \| Bèze \| \| \| \| Chemins de fer départementaux (CD) von Dijon \| \| \| \| 328,3 \| Mirebeau-sur-Bèze \| 199 m \| \| \| ~329,2 \| CD nach Champlitte \| CD nach Champlitte \| \| \| 332,5 \| Canal entre Champagne et Bourgogne (294 m) \| Canal entre Champagne et Bourgogne (294 m) \| \| \| \| Vingeanne \| \| \| \| 333,4 \| Oisilly-Renève \| 220 m \| \| \| 336,0 \| Champagne (Côte-d’Or) \| 220 m \| \| \| ~337,4 \| Départementsgrenze Côte-d’Or/Haute-Saône \| Départementsgrenze Côte-d’Or/Haute-Saône \| \| \| 338,8 \| Broyes-les-Loups \| 223 m \| \| \| 343,2 \| Autrey-lès-Gray \| 227 m \| \| \| \| Werksanschluss \| \| \| \| 347,3 \| Nantilly \| 215 m \| \| \| \| Bahnstrecke Gray–Saint-Jean-de-Losne von St-Jean-de-L. \| \| \| \| \| Bahnstrecke Gray–Fraisans von Fraisans \| \| \| \| 351,9 \| Gray \| 193 m \| \| \| \| Bahnstrecke Culmont-Chalindrey–Gray nach Culmont - Ch. \| \| \| \| \| Bahnstrecke Vaivre–Gray nach Vaivre \| \| |                      | | |
| Strecke |                      | Bahnstrecke Paris–Mulhouse von Paris-Est                                                             | Bahnstrecke Paris–Mulhouse von Paris-Est                                                             |
| Abzweig geradeaus, nach rechts und ehemals von rechts |                      | Bahnstrecke Coolus–Sens n./ v. Sens                                                                  | Bahnstrecke Coolus–Sens n./ v. Sens                                                                  |
| Dienststation / Betriebs- oder Güterbahnhof |                      | Chantier de Troyes-Preize                                                                            | Chantier de Troyes-Preize                                                                            |
| Abzweig geradeaus, ehemals nach links und ehemals von links |                      | Bahnstrecke Coolus–Sens v./ n. Coolus                                                                | Bahnstrecke Coolus–Sens v./ n. Coolus                                                                |
| Bahnhof | 166,2                | Troyes                                                                                               | 113 m                                                                                                |
| |                      | | |
| Abzweig geradeaus und nach links | 169,7                | Bahnstrecke Troyes–Brienne-le-Château und Bahnstrecke Paris–Mulhouse von Brienne-le-Château u. Paris | Bahnstrecke Troyes–Brienne-le-Château und Bahnstrecke Paris–Mulhouse von Brienne-le-Château u. Paris |
| |                      | | |
| ehemaliger Bahnhof | 170,1                | Saint-Julien-les-Villas                                                                              | 113 m                                                                                                |
| Abzweig geradeaus und nach links |                      | Bahnstrecke Saint-Julien–Saint-Florentin-Vergigny n. St.-Fl.-V.                                      | Bahnstrecke Saint-Julien–Saint-Florentin-Vergigny n. St.-Fl.-V.                                      |
| Brücke über Wasserlauf | 172,2                | Hozain (15 m)                                                                                        | Hozain (15 m)                                                                                        |
| Dienststation / Betriebs- oder Güterbahnhof | 175,0                | Buchères-Verrières                                                                                   | 117 m                                                                                                |
| Strecke mit Straßenbrücke |                      | A 5                                                                                                  | A 5                                                                                                  |
| ehemaliger Haltepunkt / Haltestelle | 177,2                | Saint-Thibault (Aube)                                                                                | 119 m                                                                                                |
| ehemaliger Bahnhof | 180,5                | Clérey                                                                                               | 125 m                                                                                                |
| ehemaliger Bahnhof | 184,1                | Saint-Parres-lès-Vaudes                                                                              | 131 m                                                                                                |
| ehemaliger Bahnhof | 188,3                | Fouchères-Vaux                                                                                       | 137 m                                                                                                |
| Brücke über Wasserlauf | 188,6                | Seine (53 m)                                                                                         | Seine (53 m)                                                                                         |
| ehemaliger Bahnhof | 191,2                | Courtenot-Lenclos                                                                                    | 142 m                                                                                                |
| Brücke über Wasserlauf | 193,5                | Seine-Seitenkanal (10 m)                                                                             | Seine-Seitenkanal (10 m)                                                                             |
| ehemaliger Bahnhof | 198,8                | Bar-sur-Seine                                                                                        | 152 m                                                                                                |
| Brücke über Wasserlauf |                      | Ource (32 m)                                                                                         | Ource (32 m)                                                                                         |
| Kreuzung mit U-Bahn (Querstrecke außer Betrieb) |                      | Bahnstrecke Riceys–Cunfin von Cunfin n. Les Riceys                                                   | Bahnstrecke Riceys–Cunfin von Cunfin n. Les Riceys                                                   |
| Dienststation / Betriebs- oder Güterbahnhof | 203,8                | Polisot                                                                                              | 161 m                                                                                                |
| | 204,4                | Entwidmungsbeginn                                                                                    | Entwidmungsbeginn                                                                                    |
| Brücke über Wasserlauf (Strecke außer Betrieb) | 204,8                | Seine (47 m)                                                                                         | Seine (47 m)                                                                                         |
| Bahnhof (Strecke außer Betrieb) | 210,0                | Gyé-sur-Seine                                                                                        | 173 m                                                                                                |
| Brücke über Wasserlauf (Strecke außer Betrieb) | 214,6                | Seine (69 m)                                                                                         | Seine (69 m)                                                                                         |
| Bahnhof (Strecke außer Betrieb) | 216,3                | Plaines                                                                                              | 186 m                                                                                                |
| Brücke über Wasserlauf (Strecke außer Betrieb) |                      | Seine (44 m)                                                                                         | Seine (44 m)                                                                                         |
| Bahnhof (Strecke außer Betrieb) | 218,3                | Mussy-sur-Seine                                                                                      | 192 m                                                                                                |
| Grenze (Strecke außer Betrieb) | ~219,6               | Départementsgrenze Aube/Côte-d’Or                                                                    | Départementsgrenze Aube/Côte-d’Or                                                                    |
| Bahnhof (Strecke außer Betrieb) | 224,9                | Pothières                                                                                            | 202 m                                                                                                |
| Brücke über Wasserlauf (Strecke außer Betrieb) | 228,4                | Seine (26 m)                                                                                         | Seine (26 m)                                                                                         |
| |                      | Entwidmungsende                                                                                      | |
| Abzweig geradeaus und von rechts | 231,0                | Bahnstrecke Nuits-sous-Ravières–Châtillon-sur-Seine v. Nuits                                         | Bahnstrecke Nuits-sous-Ravières–Châtillon-sur-Seine v. Nuits                                         |
| Dienststation / Betriebs- oder Güterbahnhof |                      | Werkstatt                                                                                            | Werkstatt                                                                                            |
| Dienststation / Betriebs- oder Güterbahnhof | 231,2                | Sainte-Colombe-sur-Seine                                                                             | 224 m                                                                                                |
| Dienststation / Betriebs- oder Güterbahnhof | 233,2                | Châtillon-sur-Seine                                                                                  | 224 m                                                                                                |
| Abzweig geradeaus und von rechts |                      | Gießerei                                                                                             | Gießerei                                                                                             |
| Abzweig ehemals geradeaus und nach links | 234,9                | Bahnstrecke Chaumont–Châtillon-sur-Seine nach Chaumont                                               | Bahnstrecke Chaumont–Châtillon-sur-Seine nach Chaumont                                               |
| Haltepunkt / Haltestelle (Strecke außer Betrieb) | 242,2                | Prusly-Villotte                                                                                      | 259 m                                                                                                |
| Brücke über Wasserlauf (Strecke außer Betrieb) | 244,1                | Ource (14 m)                                                                                         | Ource (14 m)                                                                                         |
| Bahnhof (Strecke außer Betrieb) | 246,6                | Vanvey-Villiers                                                                                      | 248 m                                                                                                |
| Brücke über Wasserlauf (Strecke außer Betrieb) | 251,2                | Ource (20 m)                                                                                         | Ource (20 m)                                                                                         |
| Brücke über Wasserlauf (Strecke außer Betrieb) | 253,2                | Digeanne (15 m)                                                                                      | Digeanne (15 m)                                                                                      |
| Bahnhof (Strecke außer Betrieb) | 253,7                | Leuglay-Voulaines                                                                                    | 268 m                                                                                                |
| Brücke über Wasserlauf (Strecke außer Betrieb) | 258,3                | Ource                                                                                                | Ource                                                                                                |
| Bahnhof (Strecke außer Betrieb) | 260,4                | Recey-sur-Ource                                                                                      | 271 m                                                                                                |
| Grenze (Strecke außer Betrieb) | ~267,0               | Départementsgrenze Côte-d’Or/Haute-Marne                                                             | Départementsgrenze Côte-d’Or/Haute-Marne                                                             |
| Bahnhof (Strecke außer Betrieb) | 267,4                | Colmier-le-Bas                                                                                       | 323 m                                                                                                |
| Bahnhof (Strecke außer Betrieb) | 271,8                | Villars-Santenoge                                                                                    | 264 m                                                                                                |
| Haltepunkt / Haltestelle (Strecke außer Betrieb) | 276,6                | Poinson-lès-Grancey                                                                                  | 403 m                                                                                                |
| Abzweig geradeaus und von links (Strecke außer Betrieb) | ~279,7               | Bahnstrecke Poinson-Beneuvre–Langres von Langres                                                     | Bahnstrecke Poinson-Beneuvre–Langres von Langres                                                     |
| Bahnhof (Strecke außer Betrieb) | 280,2                | Poinson-Beneuvre                                                                                     | 429 m                                                                                                |
| Grenze (Strecke außer Betrieb) | ~280,3               | Départementsgrenze Haute-Marne/Côte-d’Or                                                             | Départementsgrenze Haute-Marne/Côte-d’Or                                                             |
| Haltepunkt / Haltestelle (Strecke außer Betrieb) | 283,1                | Busserotte                                                                                           | 395 m                                                                                                |
| Haltepunkt / Haltestelle (Strecke außer Betrieb) | 285,9                | Courlon                                                                                              | 360 m                                                                                                |
| Bahnhof (Strecke außer Betrieb) | 289,4                | Pavillon-lès-Grancey                                                                                 | 319 m                                                                                                |
| Haltepunkt / Haltestelle (Strecke außer Betrieb) | 291,8                | Cussey-les-Forges                                                                                    | 307 m                                                                                                |
| Brücke über Wasserlauf (Strecke außer Betrieb) |                      | Tille                                                                                                | Tille                                                                                                |
| Bahnhof (Strecke außer Betrieb) | 294,9                | Marey-sur-Tille                                                                                      | 297 m                                                                                                |
| Bahnhof (Strecke außer Betrieb) | 299,9                | Villey-Crécey                                                                                        | 282 m                                                                                                |
| |                      | Entwidmungsende                                                                                      | |
| Strecke quer |                      | Bahnstrecke Is-sur-Tille–Culmont-Chalindrey von Culmont-Ch.                                          | Bahnstrecke Is-sur-Tille–Culmont-Chalindrey von Culmont-Ch.                                          |
| Bahnhof | 305,7                | Is-sur-Tille                                                                                         | 273 m                                                                                                |
| Abzweig geradeaus und nach rechts |                      | Bahnstrecke Dijon-Ville–Is-sur-Tille nach Dijon                                                      | Bahnstrecke Dijon-Ville–Is-sur-Tille nach Dijon                                                      |
| ehemaliger Bahnhof | 310,0                | Til-Châtel                                                                                           | 274 m                                                                                                |
| Strecke mit Straßenbrücke |                      | A 31                                                                                                 | A 31                                                                                                 |
| Betriebs-/Güterbahnhof Strecke ab hier außer Betrieb | 313,6                | Lux                                                                                                  | 254 m                                                                                                |
| Brücke über Wasserlauf (Strecke außer Betrieb) | 314,0                | Tille (50 m)                                                                                         | Tille (50 m)                                                                                         |
| Bahnhof (Strecke außer Betrieb) | 320,2                | Bèze                                                                                                 | 237 m                                                                                                |
| Haltepunkt / Haltestelle (Strecke außer Betrieb) | 323,7                | Noiron-sur-Bèze                                                                                      | 217 m                                                                                                |
| Brücke über Wasserlauf (Strecke außer Betrieb) | ~328,1               | Bèze                                                                                                 | Bèze                                                                                                 |
| U-Bahn-Strecke von rechts (außer Betrieb) · Strecke |                      | Chemins de fer départementaux (CD) von Dijon                                                         | Chemins de fer départementaux (CD) von Dijon                                                         |
| U-Bahn-Bahnhof · Bahnhof (Strecke außer Betrieb) | 328,3                | Mirebeau-sur-Bèze                                                                                    | 199 m                                                                                                |
| U-Bahn-Strecke nach links (außer Betrieb) · Kreuzung geradeaus unten · U-Bahn-Strecke quer | ~329,2               | CD nach Champlitte                                                                                   | CD nach Champlitte                                                                                   |
| | 332,5                | Canal entre Champagne et Bourgogne (294 m)                                                           | Canal entre Champagne et Bourgogne (294 m)                                                           |
| |                      | Vingeanne                                                                                            | |
| Bahnhof (Strecke außer Betrieb) | 333,4                | Oisilly-Renève                                                                                       | 220 m                                                                                                |
| Bahnhof (Strecke außer Betrieb) | 336,0                | Champagne (Côte-d’Or)                                                                                | 220 m                                                                                                |
| Grenze (Strecke außer Betrieb) | ~337,4               | Départementsgrenze Côte-d’Or/Haute-Saône                                                             | Départementsgrenze Côte-d’Or/Haute-Saône                                                             |
| Haltepunkt / Haltestelle (Strecke außer Betrieb) | 338,8                | Broyes-les-Loups                                                                                     | 223 m                                                                                                |
| Betriebs-/Güterbahnhof Strecke bis hier außer Betrieb | 343,2                | Autrey-lès-Gray                                                                                      | 227 m                                                                                                |
| Abzweig geradeaus und nach links |                      | Werksanschluss                                                                                       | Werksanschluss                                                                                       |
| ehemaliger Bahnhof | 347,3                | Nantilly                                                                                             | 215 m                                                                                                |
| |                      | Bahnstrecke Gray–Saint-Jean-de-Losne von St-Jean-de-L.                                               | |
| Abzweig geradeaus und ehemals von rechts |                      | Bahnstrecke Gray–Fraisans von Fraisans                                                               | Bahnstrecke Gray–Fraisans von Fraisans                                                               |
| Dienststation / Betriebs- oder Güterbahnhof | 351,9                | Gray                                                                                                 | 193 m                                                                                                |
| Abzweig geradeaus und ehemals nach links |                      | Bahnstrecke Culmont-Chalindrey–Gray nach Culmont - Ch.                                               | Bahnstrecke Culmont-Chalindrey–Gray nach Culmont - Ch.                                               |
| Strecke |                      | Bahnstrecke Vaivre–Gray nach Vaivre                                                                  | Bahnstrecke Vaivre–Gray nach Vaivre                                                                  |

Die Bahnstrecke Saint-Julien–Gray ist eine eingleisige, nicht elektrifizierte, 186 km lange Eisenbahnstrecke in Frankreich, die größtenteils nicht mehr betrieben wird. Sie lief parallel zu den beiden Strecken Paris–Mulhouse und Paris–Marseille in nordwest-südöstliche Richtung und hatte an mehreren Orten Anschlüsse zu ihnen. Sie ging 1863 in Betrieb.
Diese Strecke überwand die Wasserscheide zwischen den Wasserstraßen der Seine- und der Rhône-Flusssysteme.

## Baugeschichte
Diese Strecke gehört zu den frühen Bahnstrecken, die für die Chemins de fer de l’Est (EST) konzessioniert wurden. Der Bau für den ersten Abschnitt zwischen Troyes und Bar-sur-Seine wurde am 21. Januar 1857 per kaiserlichem Dekret bewilligt. Am 28. Oktober 1888 ging die Strecke in Betrieb.
Im Ersten Weltkrieg galt diese Strecke als strategisch bedeutsam und wurde für Transportzwecke bevorzugt. Steckenschäden waren keine zu verzeichnen.

### Viaduc d’Oisilly

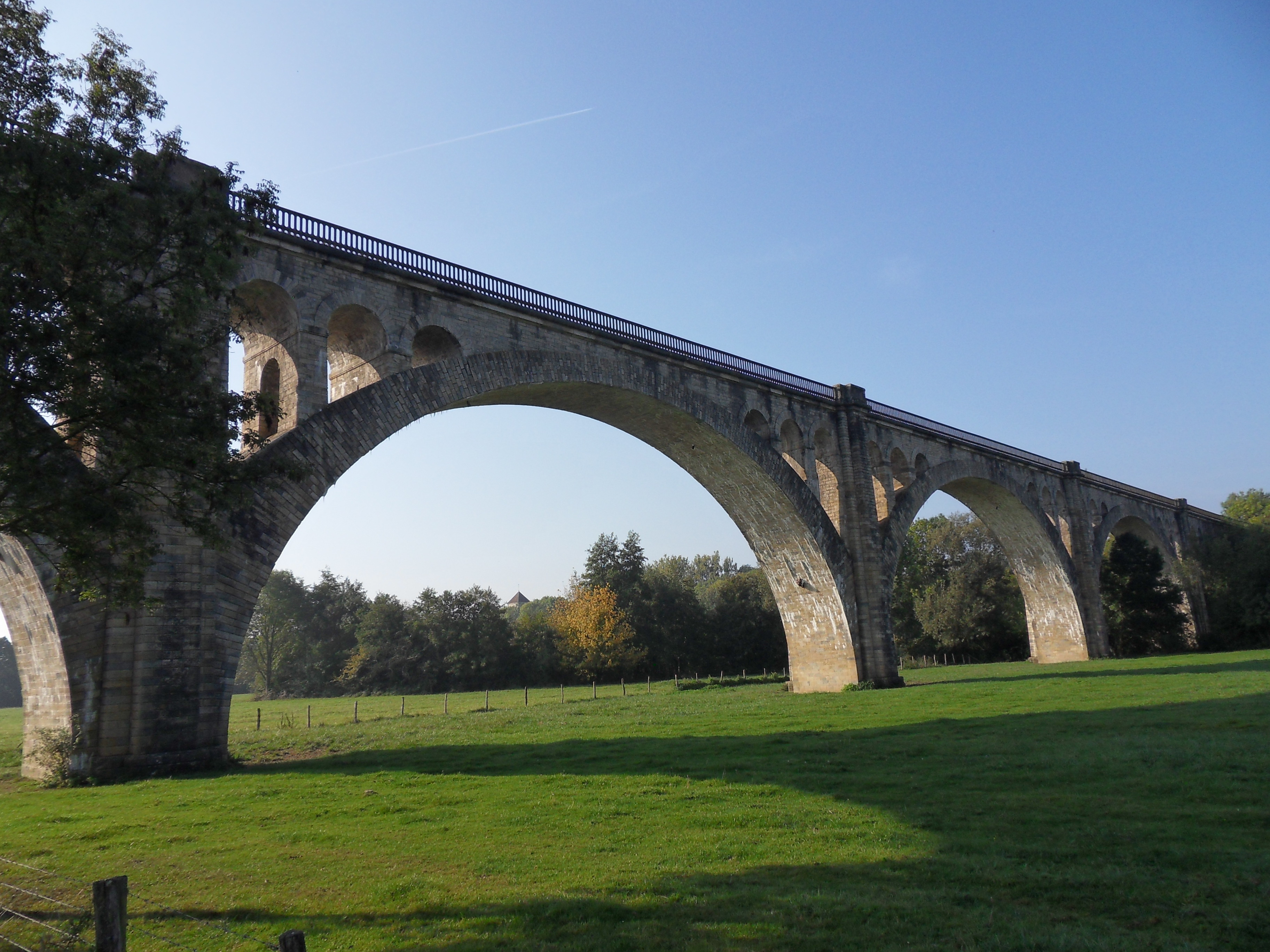
Der sieben-bogige Viaduc d’Oisilly

Als größtes Einzelbauwerk sticht die aus örtlichem Sandstein erbaute Eisenbahnbrücke Viaduc d’Oisilly heraus, die mit ihren 293,9 m Länge und einer Höhe von 18 m das Tal der Vingeanne und den parallel konstruierten Canal entre Champagne et Bourgogne überbrückt. Der Durchlass zwischen den Bögen beträgt 37 m. Auf der Weltausstellung Paris 1889 wurde ein Modell auf dem Stand der CE ausgestellt, denn dieses Bauwerk galt als eine Meisterleistung ihrer Ingenieure. Die eigentliche Bauzeit betrug 18 Monate. Während im Juni 1886 die Fundamente mit einer Tiefe von bis zu neun Metern erstellt wurden, wurde die Errichtung der Steinsäulen während des Jahres 1887 durchgeführt. Ab Januar 1888 konnten erste Probefahrten unternommen werden. Die Konstruktion unterlag sehr engen Toleranzen: Abweichungen zwischen drei Gewölben durften nur zwei Millimeter betragen.

## Streckenschließung

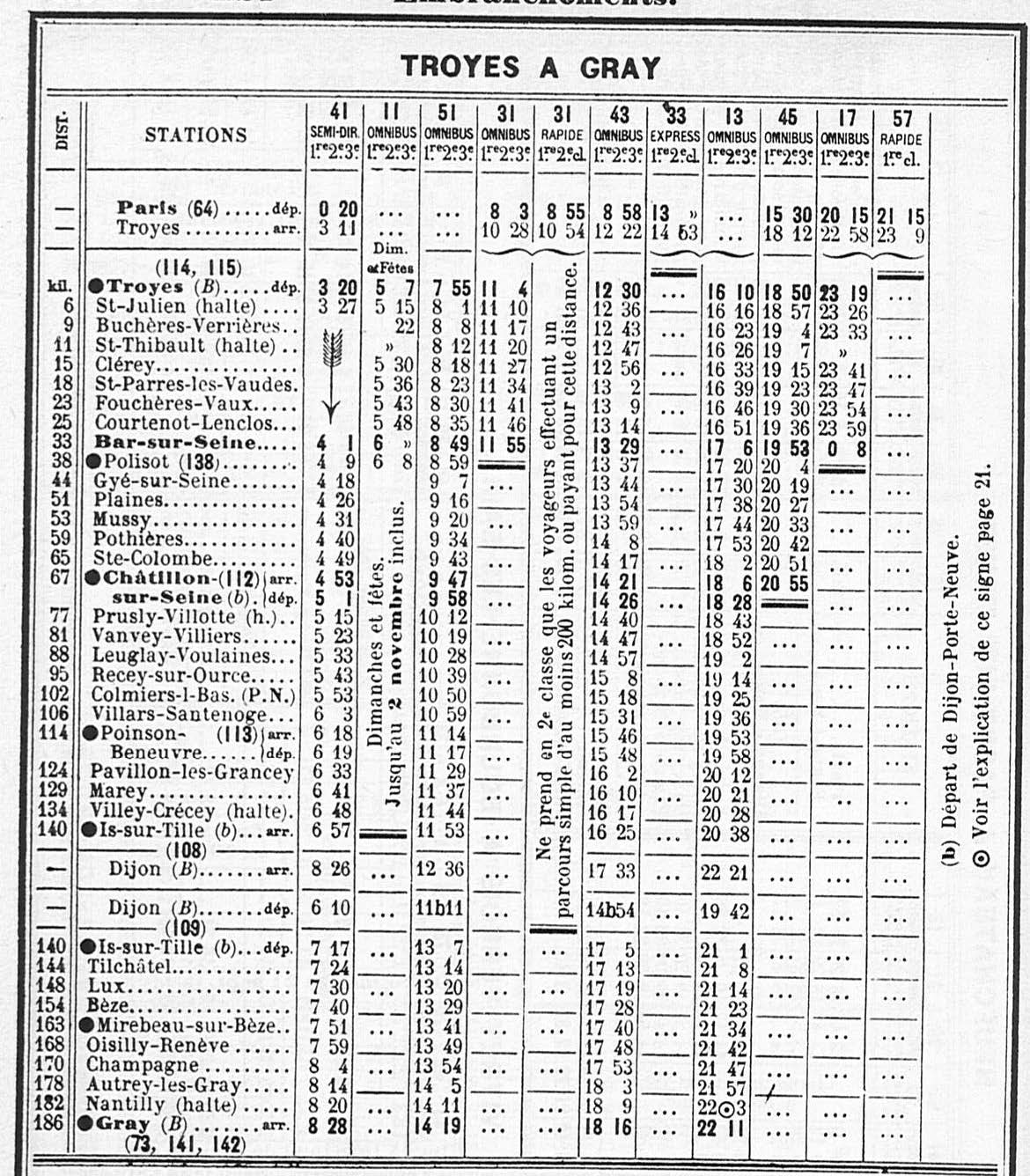
Fahrplan 1914

Die Schließung der Strecke kam aufgrund der Empfehlung des Guillaumat-Berichts zustande. Der Offizierssohn Pierre Guillaumat war seit 1944 mit Brennstofffragen befasst, zunächst unter Charles de Gaulle als Directeur des carburants, später als Direktor des staatlichen Bureau des recherches de pétrole und in den Jahren 1951 bis 1958 als Generaldirektor des Commissariat à l’énergie atomique et aux énergies alternatives. 1966 bis 1977 war er zudem Präsident des damaligen Mineralölkonzerns Elf Aquitaine. Mit der Ölpreiskrise verlor der Staat endgültig den Glauben an den Wert einer flächendeckenden Eisenbahn-Infrastruktur, nachdem bereits mit dem Rückbau erster Strecken von zwei auf ein Gleis im Zweiten Weltkrieg erste Schließungen erfolgt waren. 1974 glaubte man, die Lösung für den defizitären Betrieb gefunden zu haben, indem man Finanzmittel aus dem Budget für den öffentlichen Verkehr (Établissement public régional, EPR) in die Förderung des Ausbaus des Straßennetzes steckte. Dieser Paradigmenwechsel wurde unter dem unverdächtigen Namen Schémas Régionaux de transports collectifs (SRTC) geführt. Zahlreiche Streckenschließungen und auch das Ende dieser Strecke waren die Folge.: Seite 8
In diesem Bericht, der 1978 im Auftrag der französischen Regierung erschien, wurde der Schiene im Personenverkehr außerhalb der Hauptstraßen eine marginale Rolle zugemessen. Um diese Pläne umzusetzen, bediente man sich einer einfachen Logik: Mit einem Gesetz wurde die Staatsbahn SNCF der Unterhaltspflicht ihres Streckennetzes entbunden, dem sie gern nachkam. Als ein zweiter Hebel wurde in diesem Gesetz das Transportunternehmen außerdem aufgefordert, die Anzahl regionaler Dienstleistungsabkommen mit lokalen Behörden, zum Beispiel Gebietskörperschaften, auch außerhalb des SRTC zu erhöhen. Dieser zweite Punkt war hinsichtlich seiner Ziele nur mäßig erfolgreich: Die regionalen Gebietskörperschaften zeigen weniger Eifer als der Staat, die Verantwortung für unpopuläre Maßnahmen zu übernehmen, die ihre Bürger unmittelbar betrafen. Trotzdem wurden allein in den fünf Jahren 1976 bis 1981 bereits über 800 km Streckennetz geschlossen.: Seite 7–8
Zu den frühen Schließungen gehörten vor allem Strecken, die weit entfernt von den Magistralen verliefen, während unmittelbare Anschlussstrecken zu diesen Hauptverkehrsachsen erst in einem zweiten Schritt betroffen waren. In einem zweiten Durchgang wurden lange, teils über 100 km Entfernung messende Abschnitte geschlossen, zu denen auch diese Bahnstrecke Saint-Julien-Gray gehörte, die den Abschnitt bis Vesoul miteinschloss, der betriebstechnisch als eine Einheit gesehen und meist auch durchgängig befahren wurde, um die Bahnstrecke Paris–Mulhouse zu entlasten. Ab Mitte der 1980er Jahre, insbesondere nach Gründung des Transport express régional (TER) ging die Verantwortung zur Schließung mehr und mehr in die Hände der Regionen über. Strecken, die nicht geschlossen wurden, bekamen im Gegensatz Oberleitungen an die Seite gestellt. Bis 1997 war diese Phase abgeschlossen und es erfolgten in den kommenden zehn Jahren praktisch keine Stilllegungen.: Seite 9